# Blitz Death Match
Blitz Death Match ist der Titel einer Serie von Zweikämpfen im Blitzschach, die zwischen Januar 2012 und März 2016 mehrmals jährlich online auf dem Schachserver chess.com ausgetragen wurden.

## Regeln
Die beiden Teilnehmer, deren Klarname bekannt sein muss, qualifizieren sich über ihre Ergebnisse im Blitz- oder Bullet-Schach. Sie müssen zuvor mindestens 75 gewertete Partien auf dem Server gespielt haben. Jeder Spieler darf nur einmal an einem Blitz Death Match teilnehmen, über Ausnahmen entscheidet der Ausrichter.
Der Wettkampf dauert drei Stunden, in denen ohne Pause gespielt wird. Zunächst 90 (anfangs 75) Minuten Blitzschach mit einer Bedenkzeit von 5 Minuten pro Partie plus 2 Sekunden pro Zug, dann 60 Minuten mit einer Bedenkzeit von 3 Minuten pro Partie plus 2 Sekunden pro Zug, und schließlich 30 (anfangs 45) Minuten Bullet-Schach mit einer Bedenkzeit von 1 Minute pro Partie plus 1 Sekunde pro Zug. Nach jeder Partie werden die Farben gewechselt. Wenn bei Ablauf der Wettkampfzeit eine Partie läuft, wird diese noch gewertet. Alle drei Bedenkzeitmodi gehen zu gleichen Teilen in die Gesamtwertung ein, es gewinnt der Spieler mit den meisten Punkten. Bei Gleichstand werden so lange weitere Bullet-Partien gespielt, bis eine Partie gewonnen wird. Der Preisfonds beträgt derzeit 1000 US-Dollar. Anfangs erhielt der Gesamtsieger 750 Dollar, später 500 Dollar. Der Gewinner einer jeden Bedenkzeitphase erhält seitdem zusätzlich 100 Dollar, so dass maximal 800 Dollar Preisgeld zu erspielen sind. Die Wettkämpfe werden online übertragen und kommentiert.

## Ergebnisse
| Datum                | Spieler                                          | Ergebnis                      |
| -------------------- | ------------------------------------------------ | ----------------------------- |
| 13. Januar 2012      | IM Daniel Rensch – IM David Pruess               | 33:22                         |
| 26. Februar 2012     | IM Greg Shahade – FM Arun Sharma                 | 21,5:10,5                     |
| 31. März 2012        | GM Samuel Shankland – GM Robert Hess             | 17,5:14,5                     |
| 28. April 2012       | IM Conrad Holt – IM Eric Hansen                  | 15:11                         |
| 20. Mai 2012         | FM Jorge Sammour-Hasbun – GM Jon Ludvig Hammer   | 17,5:11,5                     |
| 17. Juni 2012        | GM Gawain Jones – GM Robert Hess                 | 17,5:13,5                     |
| 29. Juli 2012        | GM Wesley So – GM Ray Robson                     | 23:9                          |
| 23. September 2012   | FM Robby Adamson – IM Dean Ippolito              | 14:13                         |
| 27. Oktober 2012     | WGM Tatev Abrahamyan – IM Anna Zatonskih         | 15,5:10,5                     |
| 12. Januar 2013      | GM Parimarjan Negi – GM Alejandro Ramírez        | 16,5:13,5                     |
| 2. Februar 2013      | IM Benjamin Bok – GM Robin van Kampen            | 13,5:12,5                     |
| 30. März 2013        | GM Marc Arnold – GM Alexander Ipatov             | 13,5:12,5                     |
| 21. April 2013       | GM Alexandr Fier – GM Leonid Kritz               | 21,5:11,5                     |
| 19. Mai 2013         | GM Jaroslaw Scherebuch – GM Elshan Moradiabadi   | 19,5:15,5                     |
| 15. Juni 2013        | GM Fabiano Caruana – GM Walerij Aweskulow        | 16:9                          |
| 17. Juli 2013        | GM Krikor Mekhitarian – GM Robert Hungaski       | 13:10                         |
| 6. September 2013    | GM Arkadij Naiditsch – GM Loek van Wely          | 14,5:11,5                     |
| 5. Oktober 2013      | GM Judit Polgár – GM Nigel Short                 | 17,5:10,5                     |
| 2. November 2013     | GM David Smerdon – GM Simon Williams             | 17:15                         |
| 18. Januar 2014      | GM Daniel Fridman – GM Yury Shulman              | 19:10                         |
| 15. Februar 2014     | GM Georg Meier – GM Imre Balog                   | 14:13 (nach Verlängerung)     |
| 22. März 2014        | GM Erwin l’Ami – GM Jan Smeets                   | 17,5:7,5                      |
| 12. + 22. April 2014 | FM Evan Ju – IM Marc Esserman                    | 18:12                         |
| 3. Mai 2014          | GM Dmitri Andreikin – GM Lê Quang Liêm           | 18:11                         |
| 22. Juni 2014        | IM Yaacov Norowitz – GM Boris Awruch             | 14,5:13,5                     |
| 26. Juli 2014        | GM Irina Krush – GM Nadeschda Kossinzewa         | 14:13                         |
| 6. September 2014    | GM Alex Lenderman – GM Wang Yue                  | 17:14                         |
| 3. Oktober 2014      | GM Simen Agdestein – GM Giorgi Katscheischwili   | 12,5:11,5                     |
| 22. November 2014    | GM Maxime Vachier-Lagrave – GM Dmitri Andreikin  | 17:16                         |
| 3. Januar 2015       | GM Hikaru Nakamura – GM Wesley So                | 21,5:11,5                     |
| 28. März 2015        | GM Georg Meier – GM Samuel Shankland             | 18:8                          |
| 27. Juni 2015        | GM Maxim Dlugy – IM Yaacov Norowitz              | 12,5:10,5                     |
| 26. September 2015   | GM Illja Nyschnyk – GM Mackenzie Molner          | 17,5:8,5                      |
| 21. Dezember 2015    | GM Hikaru Nakamura – GM Maxime Vachier-Lagrave   | 17,5:11,5                     |
| 4. Februar 2016      | IM Daniel Rensch – IM Lawrence Trent             | 11:9                          |
| 4. Februar 2016      | GM Fabiano Caruana – GM Robert Hess              | 14,5:10,5                     |
| 14. März 2016        | GM Francisco Vallejo Pons – GM Ruslan Ponomarjow | 12,5:11,5 (nach Verlängerung) |